# Pablo Lamanna
Pablo Lamanna (Montevideo, 25 ottobre 1974) è un ex giocatore di calcio a 5 uruguaiano.

## Carriera
Utilizzato nel ruolo di laterale difensivo, Lamanna ha disputato due campionati mondiali con la nazionale maschile di calcio a 5 dell'Uruguay: nel 1996 la selezione sudamericana fu eliminata nel girone del secondo turno comprendente Brasile, Ucraina e Paesi Bassi; nel 2000 rimase fuori inaspettatamente dalla seconda fase in favore dell'Egitto. Nel campionato italiano Lamanna indossò le maglie di Petrarca, Luparense e Cornedo. Nel 2007 si trasferì al Verona in Serie B militandovi per quattro stagioni, conquistando la promozione nella categoria superiore e venendo eletto capitano. In qualità di preparatore atletico, nel gennaio 2015 entrò nello staff di Diego D'Alessandro, nominato commissario tecnico della nazionale maschile di calcio a 5 dell'Uruguay.